# Valentin Friedland
Valentin Friedland, meglio conosciuto (dal 1518), dal suo luogo di nascita, come Valentin Trotzendorf o Trozendorf o 'Troitschendorf o Trocedorfius (Troitschendorf presso Görlitz, attualmente sul territorio di Zgorzelec, Polonia, 1490 – Legnica, 1556), è stato un pedagogista tedesco.
Docente nella scuola di Goldberg dal 1523, l'ordinamento che le diede fu il massimo esempio delle Leges scholae Goldbergensis (1563).
Tra le sue altre opere la Catechesis (1558), le Precationes (1564) e il Rosarium (1565).